# LZTFL1
شبه فاکتور ۱ رونویسی زیپ لوسین (انگلیسی: Leucine zipper transcription factor like 1) که با نام اختصاری LZTFL1 شناخته می‌شود، یک پروتئین است که در انسان توسط ژن «LZTFL1» کُدگذاری می‌شود و در سیتوپلاسم تمامی سلول‌های بدن بیان می‌شود.

## عملکرد
کار این مولکول تنظیم انتقال پروتئین به غشاء مژک‌های سلول است و این کار را از طریق تعامل شیمیایی با کمپلکس پروتئین‌های بی‌بی‌اس انجام می‌دهد.

## اهمیت بالینی
جهش در ژن «LZTFL1» باعث بروز نشانگان باردت-بیدل می‌شود و این ژن همچنین از طریق گذار اپیتلیال-مزانشیمی، همچون یک ژن سرکوب‌گر تومور عمل می‌کند.
این ژن که بر روی بازوی کوتاه کروموزوم ۳ انسان واقع شده، استعداد ژنتیکی جهت ابتلا به عفونت کروناویروس سندرم حاد تنفسی ۲ و نارسایی تنفسی ناشی از بیماری کووید ۱۹ را افزایش می‌دهد. آن بخشی از دی‌ان‌ای که این احتمال خطر را زیاد می‌کند، از انسان نئاندرتال به ارث رسیده‌است.